# Horst Kortlang

Horst Kortlang, 2021

Horst Kortlang (* 19. März 1948 in Ipwege, Gemeinde Rastede) ist ein deutscher Politiker der FDP und war von 2013 bis 2022 Mitglied des Niedersächsischen Landtags.

## Leben
Kortlang ist Kfz-Elektrikermeister. Er arbeitete über vierzig Jahre bei der Bundeswehr als Werkstattmeister und Sicherheitstechniker. Kortlang ist Stellvertretender Vorsitzender des Kreisverbandes der FDP im Landkreis Wesermarsch und stellv. Vorsitzender des FDP-Bezirksverbandes Oldenburg. Für seine Partei sitzt er seit 1989 im Stadtrat von Elsfleth, dort war er von 1996 bis 2008 stellv. Bürgermeister und ist seit 2008 Fraktionsvorsitzender. Von 2006 bis 2016 gehörte er dem Kreistag an, von 2010 bis 2011 war er stellv. Landrat. Er war Vors. der Gesellschafterversammlung Maritimes Kompetenzzentrum, und der Gesellschafterversammlung Wirtschaftsförderung sowie Mitglied der Verbandsversammlung des OOWV (Oldenburg Ostfriesischer Wasserverband).
Bei den Landtagswahlen 2013 und 2017 wurde Kortlang über die Landesliste der FDP in den Niedersächsischen Landtag gewählt. Er war Sprecher für Umwelt, Energie und Klimaschutz der FDP-Fraktion. Zur Landtagswahl 2022 trat er nicht erneut an.

## Mitgliedschaften
Er ist Mitglied von ver.di, der Soldatenkameradschaft Moorriem (Vorsitzender bis 2016), SoVD (Ortsvorsitzender Elsfleth). Seit fast 25 Jahren leitet er die Moorriemer Quetschkommoden.

## Privates
Kortlang ist Vater zweier erwachsener Söhne.